# Dusk (cómic)
Dusk (en español: Anochecer) son una identidad utilizada por varios superhéroes ficticios que aparecían en los cómics estadounidenses publicados por Marvel Comics.

## Biografía del personaje ficticio

### Versiones de la Zona Negativa
Durante una de sus aventuras, Spider-Man viajó a la Zona Negativa. Mientras estaba allí, se hizo amigo de un grupo de rebeldes que luchaban contra el tiránico Blastaar. Su líder había sido un héroe llamado Dusk que vestía un traje completamente negro. De hecho, el nombre y el traje de Dusk habían sido tomados por una serie de personas como un símbolo de libertad, pero el último hombre en tomar el manto de Dusk había sido asesinado por las fuerzas de Blastaar poco después de la llegada de Spider-Man. A pedido de los rebeldes, Spider-Man usó el disfraz y llevó a los rebeldes a la victoria. Cuando regresó al universo normal, todavía tenía el disfraz.
Más tarde, un nuevo Dusk tomó el nombre y el disfraz en la Zona Negativa.

### Peter Parker
Cuando Spider-Man fue acusado de asesinato durante la historia de Crisis de Identidad, Peter Parker se puso varios trajes diferentes para continuar salvando vidas sin que nadie supiera que era él; Una de las identidades adoptadas fue la de Dusk. Como Dusk, Peter fingió ser un mercenario con una personalidad tranquila y seria, y se unió al Trapster que de hecho lo había acusado de asesinato por orden de Norman Osborn usando un duplicado de la telaraña de Spider-Man para matar al pequeño... ladrón de tiempo Joey Z. Después de ayudar al Trapster a escapar de un ataque del Shocker, Trapster y Dusk se convirtieron en aliados regulares, eliminando algunas de las diversas actividades criminales de Osborn en toda la ciudad. Aunque Dusk no logró registrar una confrontación entre Trapster y Osborn, donde Osborn admitió un papel en el asesinato, Dusk pudo convencer a Trapster de que la mejor manera de lastimar a Osborn ahora era admitir su papel en enmarcar a Spider-Man para el asesinato de Joey Z. Cuando se aclaró el nombre, Peter abandonó el disfraz.
Aunque el héroe Black Marvel luego le dio un disfraz duplicado de Dusk a Cassie St. Commons, el original permaneció en posesión de Peter y no se ha usado / visto desde entonces.

### Cassie St. Commons
Cassie St. Commons apareció por primera vez en Slingers # 0 (diciembre de 1998). Cassie era una estudiante universitaria en ESU con cabello negro azabache, tatuajes faciales y perforaciones en la nariz y la lengua. Fue invitada a unirse a los Slingers, y Black Marvel le regaló el disfraz de Dusk. Ella aceptó, pero tuvo que emprender una "iniciación" en el grupo dando un salto heroico a través de la azotea de un edificio y aterrizando en otro. Mientras que sus compañeros de equipo, Prodigio, Ricochet y El Avispón tenían poderes (o equipos) que les permitieron dar el salto fácilmente, ella no. Cuando los demás se distrajeron, Cassie no saltó, sino que cayó deliberadamente a su muerte.
Pero Cassie renació, ya no estaba muerta, pero no estaba realmente viva. Ella era Dusk. Descubrió que podía teletransportarse a cualquier lugar en un remolino de sombras, y tenía algún tipo de conciencia psíquica que le permitió sentir a sus compañeros de equipo. Cuando regresó, sus compañeros Slingers se sorprendieron al ver a su amigo de vuelta de entre los muertos. Pero estar muerta no impidió que Dusk se enamorara de Ricochet, o que Avispón se enamorara de ella. Pero mantuvo a los dos niños a distancia, ya que sentía que no podían saber lo que era estar vivo, pero que no tenían latidos. Los poderes de Dusk comenzaron a evolucionar hasta el punto en que podía usar sus poderes para transportar a otras personas y manipular sombras, y demostró ser una aliada invaluable. Su talento para sentir la ubicación y el bienestar de sus compañeros de equipo salvó a Avispón, cuando ella "sabía" que fue capturado por un hombre rata asesino. Cuando supo que Black Marvel había sido tomada por Mephisto, ella se sorprendió. Cuando supo que su demonio le había dado su traje a Black Marvel, se horrorizó. Pero Dusk usó su control sobre la oscuridad para ayudar a su equipo a liberar el alma de Black Marvel de Mephisto cuando fue capturado. El equipo se disolvió y Dusk se fue para descubrir lo que realmente era.
A continuación, se vio al crepúsculo cautivo por el Amo de las Marionetas. Amo de las Marionetas utilizó una versión mejorada de su arcilla mágica para capturar a varias mujeres, incluidas heroínas y villanas junto con Estatura, Araña, Tigra y Silverclaw, y las mantuvo en un estado de animación suspendida. Tenía la intención de vender a los cautivos como "arte interactivo". Dusk no hizo más apariciones durante la historia, que concluyó con la derrota del Amo de las Marionetas y la liberación de sus otros cautivos. Su paradero actual es nuevamente desconocido.
Mientras tanto, en la serie Loners, se demostró que Mattie Franklin había sido contratado por los padres de Cassie para averiguar si Ricochet sabía el paradero de su hija. Durante la escena que reveló esto, una sombra femenina que se parecía a Dusk era visible detrás de Mattie.
Siguiendo la historia del "Imperio Secreto", Dusk regresa después de la aparente resurrección del Avispón, donde ayuda a Ricochet y la Araña Escarlata a enfrentarse al monstruo demoníaco convocado por el nuevo Hornet, atrayendo a la criatura a sí misma y aparentemente destruyéndola. Ella se unió al equipo en su plan para 'chantajear' a la Araña Escarlata para que se rindiera a las autoridades por su ataque a Silas Thorne. Pronto se da cuenta de que su mentor aparentemente resucitado Black Marvel no tiene alma y que Avispón es en realidad Cyber que fue resucitado por una entidad aún no identificada que se hacía pasar por Black Marvel. Después de que Black Marvel es derrotado, Dusk pide hablar con Araña Escarlata sobre Mysterio.

## Poderes y habilidades
Además de sus habilidades regulares, el disfraz de Dusk permitió que Peter Parker se volviera prácticamente invisible en las sombras y se deslizara distancias cortas.
Cassie St. Commons tiene muchas habilidades sobrenaturales. Su poder principal es la capacidad de teletransportarse a sí misma (u otras personas) a cualquier lugar que desee estar. Puede manipular sombras para formar objetos o construcciones de energía oscura sólida, un poder que usó con gran eficacia durante la batalla contra la horda de demonios de Mephisto. También puede regenerar el tejido dañado y tiene una habilidad clarividente para detectar el paradero de sus compañeros de equipo y saber si están en peligro, sin importar qué tan lejos esté de ellos. Ella afirma que es capaz de saber si otros tienen almas debido a su propia experiencia de estar muerta.

## En otros medios

### Videojuegos
- Dusk aparece como un traje desbloqueable en Spider-Man 2: Enter Electro.
- Dusk aparece como un traje descargable en Spider-Man: Edge of Time.[11][12]